# محامي الشيطان

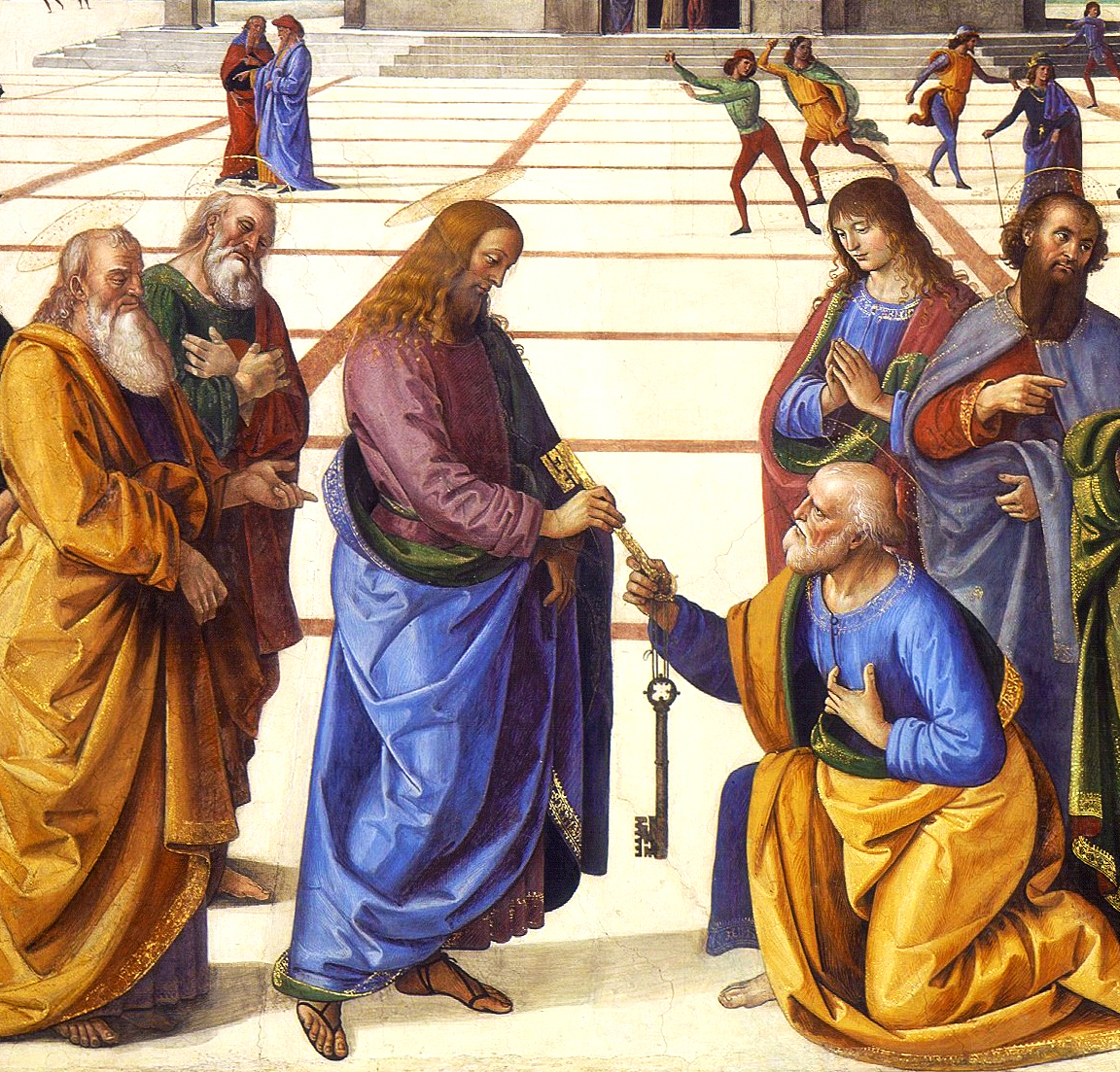

فكرة محامي الشيطان تشير إلى مفهوم «المجادل الشكلي» فيما عرف قديما في الكنيسة الكاثوليكية الرومانية وهو مفهوم يشير إلى محامٍ عينته الكنيسة لكي يجادل ضد القوانين التي يضعها المشرعون أو أعضاء المجلس الكنسي، ودوره أن يقوم بعرض رأي تشكيكي بحثاُ عن أخطاء ظاهرية أو اصطياداً للثَّغرات في القوانين والغرض الأساسي منه أن يتم سبك الدور على «المغفلين» من العامة والدهماء الذين سوف يطبق عليهم تلك القوانين، والذين قد يخرج منهم «فهامة» بالصدفة، يجادل ضد القانون. وهو يقابل محامي الربو الذي يقوم بدور المجادل عن التشريع، ومدى مطابقته للنزاهة.